# 3220 Мураяма
3220 Мураяма (3220 Murayama) — астероїд головного поясу, відкритий 22 листопада 1951 року.
Тіссеранів параметр щодо Юпітера — 3,617.